# Joaquín (football, 1956)
Pour les articles homonymes, voir Joaquín.
Joaquín Alonso González, plus communément appelé Joaquín (né le 9 juin 1956 à Oviedo dans les Asturies) est un joueur de football international espagnol, qui évoluait au poste de milieu de terrain.

## Biographie

### Carrière en sélection
Avec l'équipe d'Espagne, il joue 18 matchs (pour un but inscrit) entre 1979 et 1988. Il figure notamment dans le groupe des sélectionnés lors des Jeux olympiques d'été de 1980 (3 matchs joués : RDA, Syrie et Algérie). 
Il dispute également la Coupe du monde de 1982. Lors du mondial, il joue un match contre le Honduras.